# Ulrike Müßig
Ulrike Müßig z d. Seif (ur. 8 lipca 1968 w Würzburgu) – niemiecka prawniczka i historyczka prawa; kierowniczka Katedry Prawa Cywilnego oraz Niemieckiej i Europejskiej Historii Prawa na Uniwersytecie w Pasawie.

## Życiorys
Ulrike Müßig studiowała prawo na uniwersytetach: w Würzburgu i Cambridge oraz na Uniwersytecie Paris II Pantheon-Assas jako studentka wizytująca w ramach programów stypendialnych dla wybitnie uzdolnionych studentów Bawarskiej Fundacji Hundhammera (Hundhammerstiftung), Niemieckiej Narodowej Fundacji Akademickiej (Studienstiftung des Deutschen Volkes) oraz jako beneficjentka stypendium DAAD na studia za granicą. Po pierwszym egzaminie państwowym w 1993 r. otrzymała stypendium doktoranckie w Instytucie Prawa Porównawczego Uniwersytetu w Würzburgu oraz w Instytucie Prawa Prywatnego Porównawczego i Międzynarodowego im. Maxa Plancka w Hamburgu. W 1995 r. uzyskała stopień doktora nauk prawnych na podstawie pracy pt. „Der Bestandsschutz besitzloser Mobiliarsicherheiten im deutschen und englischen Recht” (Nieautoryzowane rozporządzanie aktywami zabezpieczającymi. Porównawcze aspekty braku posiadania praw do zabezpieczenia ruchomości w prawie angielskim i niemieckim). Po odbyciu aplikacji sądowej w Würzburgu, Brukseli i Paryżu w latach 1996–1999 była stypendystką w Instytucie Historii Prawa Bawarii i Niemiec na Uniwersytecie w Würzburgu pod kierunkiem prof. Dietmara Willoweita. W 2000 r. uzyskała stopień doktor habilitowanej na Wydziale Prawa Uniwersytetu w Würzburgu w zakresie europejskiej i niemieckiej historii prawa, prawa cywilnego, prawa porównawczego i międzynarodowego prawa prywatnego. Jej habilitacja „Recht und Justizhoheit, Der gesetzliche Richter im historischen Vergleich von der Kanonistik bis zur Europäischen Menschenrechtskonvention, unter besonderer Berücksichtigung der Rechtsentwicklung in Deutschland, England und Frankreich” (Prawo i jurysdykcja. Sędzia w prawie kanonicznym i Europejskiej Konwencji Praw Człowieka – ujęcie historyczno-prawne ze szczególnym uwzględnieniem rozwoju prawa w Niemczech, Anglii i Francji) ukazała się w dwóch wydaniach. W tym samym roku Ulrike Müßig została powołana na kierowniczkę Katedry Prawa Cywilnego oraz Niemieckiej i Europejskiej Historii Prawa na Uniwersytecie w Pasawie.
W latach 2010–2012 Ulrike Müßig pełniła funkcję dziekana Wydziału Prawa Uniwersytetu w Pasawie.
Przedmiotem jej badań jest europejska historia konstytucyjna od XII do XXI w., w tym współczesna historia integracji europejskiej, historia sądów najwyższej instancji, rzymsko-kanoniczne prawo spadkowe w średniowiecznych niemieckich źródłach prawa, a także historia idei w XVIII w.
Miała znaczący wkład w powstanie podręczników „German Legal History”, „Encyclopaedia of Modern Age” i „Oxford International Encyclopaedia of Legal History”. Jest współautorką „Grundlagen der Rechtswissenschaft” (Fundamenty prawoznawstwa), wraz z Horstem Dreierem i Michaelem Stolleisem wydanej przez Wydawnictwo Mohr Siebeck.
Jest orędowniczką utrzymania dyscyplin historycznych w edukacji prawniczej, promuje badania interdyscyplinarne oraz międzynarodową wymianę myśli i promocję doktorantów.

## Nagrody i wyróżnienia
Ulrike Müßig została uhonorowana Bayerischer Habilitationsförderpreis (Bawarską nagrodą za rozprawę habilitacyjną) w 1996 r., Preis der Unterfränkischen Gedenkjahresstiftung für Wissenschaft (nagrodą Dolnofrankońskiej Fundacji Roku Pamięci dla Nauki) w 1997 r. oraz Nagrodą Heisenberga DFG (Niemieckiej Wspólnoty Badawczej) w 2000 r. W 2008 roku została nominowana do nagrody Gerdy Henkel. Od 2014 r. jest członkiem korespondentem Ilustre Sociedad Andaluza de Estudios Histórico-Jurídicos (Znamienitego Andaluzyjskiego Towarzystwa Studiów Historyczno-Prawnych). W 2013 r. Ulrike Müßig uzyskała grant ERC Advanced Grant (Europejskiej Rady Badawczej dla doświadczonych naukowców) wart 1,9 mln euro na realizację projektu „Reconsidering Constitutional Formation. Constitutional Communication by Drafting, Practice and Interpretation in 18th and 19th century” (Rewidując konstytucyjny formatyw. Konstytucyjny dyskurs poprzez projekt, praktykę i interpretację w XVIII i XIX w.), który zaowocował utworzeniem w 2019 r. bloga badawczego ReConFort. W 2015 r. została wybrana na członka Instytutu Historyczno-Filozoficznego Austriackiej Akademii Nauk. W 2019 r. objęła stanowiska profesora wizytującego Wydziału Prawa Université Paris II Panthéon-Assas.